# جيفرسون كوستا
جيفرسون كوستا (بالبرتغالية: Jefferson Costa‏) هو فنان قصص مصورة برازيلي، ولد في 5 مارس 1979 في ساو باولو في البرازيل.

## وصلات خارجية
- الموقع الرسمي